# HV SEW
Westfriesland SEW is een Nederlandse handbalvereniging afkomstig uit Nibbixwoud. Het eerste damesteam speelt sinds het seizoen 1979/1980 in de eredivisie.

## Geschiedenis
Handbalvereniging SEW, voluit; Sport En Wilskracht werd opgericht in 14 augustus 1951. In de zaal speelde men toen in de eerste divisie. Na drie keer tweede te zijn geworden promoveerden de dames in 1979 naar de eredivisie. SEW is dien onafgebroken in de eredivisie gebleven.
Mede door de sponsoring van Zeeman Vastgoed sinds 1986 beleefde de vereniging SEW in de jaren 80 hoogtepunten met het behalen van het landskampioenschap en het winnen van de bekerfinale. Ook in het seizoen 98/99 werd de dubbel behaald. In 2001 werd SEW weer landskampioen. In het seizoen 2002/03 werd zowel het eerste damesteam als ook de dames-A-jeugd en -B-jeugd op één dag landskampioen. Ook in 2004 mocht SEW zich weer Nederlands kampioen noemen. Ook de bekerfinale werd weer gewonnen en de A-jeugd werd eveneens Nederlands kampioen. In 2005 werd de bekerfinale verloren. Het tweede damesteam werd in 2005 kampioen van de hoofdklasse en promoveerde naar de eerste divisie.
In 2009 trok Zeeman Vastgoed zich terug als hoofdsponsor, waarna Kiddy World de sponsoring overnam. De naam van de club veranderde daarom in Kiddy World SEW. Nog geen jaar later stopte het kinderdagverblijf als hoofdsponsor. Sinds 16 april 2011 ging de club verder als Westfriesland SEW.
Op 2 juni 2011 pakte SEW voor de zesde maal in de historie de nationale beker en is daarmee gedeeld recordhouder samen met Swift Roermond. SEW heeft tot nu toe in totaal in twaalf bekerfinales gestaan. De laatste keer was in het seizoen 14/15, toen de finale van Dalfsen werd verloren.

## Resultaten
- 1979 1e
Eerste divisie A
- 1980 7e
Eredivisie
- 1981 4e
Eredivisie
- 1982 5e
Eredivisie
- 1983 6e
Eredivisie
- 1984 3e
Eredivisie
- 1985 5e
Eredivisie
- 1986 4e
Eredivisie
- 1987 5e
Eredivisie
- 1988 1e
Eredivisie
- 1989 1e
Eredivisie
- 1990 3e
Eredivisie
- 1991
Eredivisie
- 1992
Eredivisie
- 1993 4e
Eredivisie
- 1994 7e
Eredivisie
- 1995 5e
Eredivisie
- 1996 6e
Eredivisie
- 1997 3e
Eredivisie
- 1998
Eredivisie
- 1999 1e
Eredivisie
- 2000 4e
Eredivisie
- 2001 1e
Eredivisie
- 2002 2e
Eredivisie
- 2003 1e
Eredivisie
- 2004 1e
Eredivisie
- 2005 3e
Eredivisie
- 2006 2e
Eredivisie
- 2007 3e
Eredivisie
- 2008 4e
Eredivisie
- 2009 9e
Eredivisie
- 2010 6e
Eredivisie
- 2011 5e
Eredivisie
- 2012 2e
Eredivisie
- 2013 4e
Eredivisie
- 2014 6e
Eredivisie
- 2015 8e
Eredivisie
- 2016 7e
Eredivisie
- 2017 5e
Eredivisie
- 2018 8e
Eredivisie
- 2019 7e
Eredivisie
- 2020 5e
Eredivisie
- 2021
Eredivisie
- 2022 5e
Eredivisie
- 2023 3e
Eredivisie
- 2024 5e
Eredivisie

- Eredivisie
- Eerste divisie

## Erelijst
| Competitie     | Aantal | Jaren                                                |
| -------------- | ------ | ---------------------------------------------------- |
| Nationaal      |        |                                                      |
| Landskampioen  | 6x     | 1987/88, 1988/89, 1998/99, 2000/01, 2002/03, 2003/04 |
| Bekerwinnaar   | 6x     | 1987/88, 1988/89, 1997/98, 1998/99, 2003/04, 2010/11 |
| Supercup       | 2x     | 2001, 2009                                           |
| Eerste divisie | 1x     | 1978/79                                              |